# Anarthrophyllum rigidum
Anarthrophyllum rigidum är en ärtväxtart som först beskrevs av William Jackson Hooker och George Arnott Walker Arnott, och fick sitt nu gällande namn av Georg Hans Emmo Emo Wolfgang Hieronymus. Anarthrophyllum rigidum ingår i släktet Anarthrophyllum och familjen ärtväxter. IUCN kategoriserar arten globalt som livskraftig. Inga underarter finns listade i Catalogue of Life.